# Чорноморит
Чорномори́т — кримський трас, яшмоподібний самоцвіт, який вирізняється унікальним зелено-блакитним забарвленням і рисунком. Має вулканічне походження. 
Назва — аналог назви «біломорит» — виробний камінь, знайдений А. Е. Ферсманом на березі Білого моря.
Чорноморит використовується як сировина для виготовлення сувенірів і ювелірних виробів.